# ベルベロン酸
ベルベロン酸（英語: berberonic acid）または、ピリジン-2,4,5-トリカルボン酸（英語: pyridine-2,4,5-tricarboxylic acid）は、複素環式芳香族化合物の一つ。ピリジントリカルボン酸の一つで、ピリジン環の2-, 4- ,5-位にカルボキシ基が結合している。物質名の由来はベルベリン。

## 合成
ベルベロン酸はベルベリンを硝酸で酸化するすることで得られる。また、モナスカミノン（アポモナスコルブラミン）を過マンガン酸カリウムで酸化しても得られる。